# Lawyers in Love
Albums de Jackson Browne
Hold Out
(1980) Lives in the Balance
(1986)
Lawyers in Love (1983) est le 6e album de l'auteur-compositeur-interprète américain de rock Jackson Browne.
Il a été 8e au classement des albums Pop-rock du Billboard en 1983.

## Titres de l’album
1. "Lawyers in Love" – 4:18
2. "On the Day" – 3:56
3. "Cut It Away" – 4:45
4. "Downtown" – 4:37
5. "Tender Is the Night" (Browne, Danny Kortchmar, Russ Kunkel) – 4:50
6. "Knock on Any Door" (Browne, Craig Doerge, Kortchmar) – 3:39
7. "Say It Isn't True" – 5:20
8. "For a Rocker" – 4:05

## Musiciens
- Jackson Browne - guitare, claviers, vocaux
- Craig Doerge - synthétiseur, piano, claviers
- Bob Glaub - orgue, guitare, guitare basse
- Jon Douglas Haywood - orgue, guitare basse, vocaux
- Danny "Kootch" Kortchmar - guitare, percussions
- Russ Kunkel - batterie
- Billy Payne - orgue
- Rick Vito - guitare, vocaux